# Campionat de Catalunya de futbol 1932-1933
La temporada 1932-33 del Campionat de Catalunya de futbol fou la trenta-quatrena edició de la competició. Fou disputada la temporada 1932-33 pels principals clubs de futbol de Catalunya.

## Primera Categoria

### Classificació final
| Pos | Equip            | PJ | PG | PE | PP | GF | GC | DG  | Pts | Classificació |
| --- | ---------------- | -- | -- | -- | -- | -- | -- | --- | --- | ------------- |
| 1   | CE Espanyol (C)  | 14 | 12 | 1  | 1  | 43 | 14 | +29 | 25  | Campió        |
| 2   | FC Barcelona     | 14 | 12 | 1  | 1  | 53 | 15 | +38 | 25  |               |
| 3   | FC Palafrugell   | 14 | 7  | 1  | 6  | 28 | 29 | −1  | 15  |               |
| 4   | CE Júpiter       | 14 | 5  | 3  | 6  | 24 | 29 | −5  | 11  | (-2)          |
| 5   | CE Sabadell      | 14 | 5  | 1  | 8  | 23 | 33 | −10 | 11  |               |
| 6   | UE Sants (R)     | 14 | 3  | 4  | 7  | 18 | 28 | −10 | 11  | Promoció (+1) |
| 7   | FC Martinenc (R) | 14 | 3  | 3  | 8  | 18 | 39 | −21 | 9   | Promoció      |
| 8   | FC Badalona (O)  | 14 | 0  | 4  | 10 | 13 | 33 | −20 | 4   | Promoció      |

El CE Espanyol es proclamà campió de Catalunya en superar el FC Barcelona per gol average particular. El Júpiter fou castigat amb un punt menys per sanció. Sants, Martinenc i Badalona hagueren de disputar la promoció amb els millors de segona.

### Resultats finals
- Campió de Catalunya: CE Espanyol
- Classificats per Campionat d'Espanya: CE Espanyol, FC Barcelona i FC Palafrugell
- Descensos: UE Sants i FC Martinenc
- Ascensos: FC Girona i Granollers SC

## Segona Categoria
Com la temporada anterior, la Segona Categoria Preferent estigué formada per 16 equips dividits en dos grups. Pel que fa a la temporada anterior no disputaren el campionat CS Vilanova i Catalunya FC, que desaparegué en desfer-se l'antiga fusió d'Europa i Gràcia. Aquests dos clubs foren substituïts per Mollet i Sant Cugat, guanyadors d'un torneig classificatori.
Grup Llobregat
| Pos | Equip          | PJ | PG | PE | PP | GF | GC | DG  | Pts | Classificació  |
| --- | -------------- | -- | -- | -- | -- | -- | -- | --- | --- | -------------- |
| 1   | FC Santboià    | 14 | 7  | 5  | 2  | 27 | 15 | +12 | 19  | Fase pel títol |
| 2   | Reus Deportiu  | 14 | 7  | 2  | 5  | 25 | 21 | +4  | 16  | Fase pel títol |
| 3   | Club Gimnàstic | 14 | 7  | 2  | 5  | 25 | 20 | +5  | 16  | Fase pel títol |
| 4   | UA Horta       | 14 | 6  | 3  | 5  | 20 | 20 | 0   | 15  | Fase pel títol |
| 5   | UE Sant Andreu | 14 | 5  | 4  | 5  | 23 | 18 | +5  | 14  |                |
| 6   | FC Güell (R)   | 14 | 4  | 3  | 7  | 15 | 23 | −8  | 11  | Descens        |
| 7   | FC Vilafranca  | 14 | 4  | 3  | 7  | 23 | 34 | −11 | 11  |                |
| 8   | Mollet SC      | 14 | 3  | 4  | 7  | 16 | 23 | −7  | 10  |                |

Grup Vallès
| Pos | Equip                   | PJ | PG | PE | PP | GF | GC | DG  | Pts | Classificació  |
| --- | ----------------------- | -- | -- | -- | -- | -- | -- | --- | --- | -------------- |
| 1   | Girona FC               | 14 | 8  | 2  | 4  | 44 | 19 | +25 | 18  | Fase pel títol |
| 2   | Iluro SC                | 14 | 8  | 2  | 4  | 33 | 23 | +10 | 18  | Fase pel títol |
| 3   | CE Manresa              | 14 | 7  | 2  | 5  | 32 | 28 | +4  | 16  | Fase pel títol |
| 4   | Granollers SC           | 14 | 7  | 1  | 6  | 35 | 27 | +8  | 15  | Fase pel títol |
| 5   | FC Ripollet             | 14 | 6  | 2  | 6  | 25 | 32 | −7  | 14  |                |
| 6   | Terrassa FC             | 14 | 5  | 4  | 5  | 33 | 22 | +11 | 14  |                |
| 7   | Atlètic de Sabadell (R) | 14 | 5  | 0  | 9  | 18 | 49 | −31 | 10  | Descens        |
| 8   | Sant Cugat Sport FC     | 14 | 3  | 1  | 10 | 19 | 39 | −20 | 7   |                |

Els quatre primers classificats de cada grup disputaren una fase final per decidir el campió de la categoria. Els cinc primers es classificaren per la lligueta de promoció a Primera Categoria.

| Pos | Equip             | PJ | PG | PE | PP | GF | GC | DG  | Pts | Classificació   |
| --- | ----------------- | -- | -- | -- | -- | -- | -- | --- | --- | --------------- |
| 1   | Granollers SC (C) | 8  | 7  | 0  | 1  | 17 | 5  | +12 | 14  | Campió          |
| 2   | Iluro SC          | 8  | 7  | 0  | 1  | 22 | 7  | +15 | 14  | Promoció ascens |
| 3   | Girona FC         | 8  | 5  | 0  | 3  | 24 | 10 | +14 | 10  | Promoció ascens |
| 4   | CE Manresa        | 8  | 5  | 0  | 3  | 17 | 14 | +3  | 10  | Promoció ascens |
| 5   | Reus Deportiu     | 8  | 3  | 0  | 5  | 11 | 24 | −13 | 6   | Promoció ascens |
| 6   | FC Santboià       | 8  | 3  | 0  | 5  | 11 | 17 | −6  | 6   |                 |
| 7   | Club Gimnàstic    | 8  | 1  | 0  | 7  | 12 | 30 | −18 | 2   |                 |
| 8   | UA Horta          | 8  | 1  | 0  | 7  | 2  | 9  | −7  | 2   |                 |

El Granollers SC es proclamà campió de Segona Preferent en derrotar l'Iluro SC en el partit de desempat. Per la seva banda, el Reus Deportiu es classificà cinquè, en vèncer el FC Santboià en un altre partit de desempat.
| Granollers SC | 3 - 2 (prò.) | Iluro SC          |
| ------------- | ------------ | ----------------- |
| Sans          |              | Palomeras Climent |

 Camp del FC Terrassa, Terrassa
| Reus Deportiu | 2 - 0 | FC Santboià |
| ------------- | ----- | ----------- |
| Domingo       |       |             |

 Camp del FC Vilafranca, Vilafranca del Penedès
Els tres darrers classificats de Primera (Sants, Martinenc i Badalona) i els cinc primers de Segona (Granollers, Iluro, Manresa, Girona i Reus Deportiu) disputaren la promoció per tres places a la màxima categoria.

| Pos | Equip                | PJ | PG | PE | PP | GF | GC | DG  | Pts | Classificació |
| --- | -------------------- | -- | -- | -- | -- | -- | -- | --- | --- | ------------- |
| 1   | Girona FC (O, P)     | 14 | 9  | 1  | 4  | 31 | 17 | +14 | 19  | Ascens a 1a   |
| 2   | Granollers SC (O, P) | 14 | 8  | 2  | 4  | 27 | 20 | +7  | 18  | Ascens a 1a   |
| 3   | FC Badalona (O)      | 14 | 8  | 2  | 4  | 50 | 27 | +23 | 18  | Roman a 1a    |
| 4   | UE Sants             | 14 | 6  | 3  | 5  | 23 | 16 | +7  | 15  | Baixa a 2a    |
| 5   | Iluro SC             | 14 | 6  | 1  | 7  | 27 | 28 | −1  | 13  |               |
| 6   | CE Manresa           | 14 | 5  | 2  | 7  | 17 | 38 | −21 | 11  | (-1)          |
| 7   | Reus Deportiu        | 14 | 5  | 0  | 9  | 18 | 36 | −18 | 10  |               |
| 8   | FC Martinenc         | 14 | 3  | 1  | 10 | 23 | 34 | −11 | 7   | Baixa a 2a    |

Girona FC i Granollers SC aconseguiren l'ascens a Primera Categoria ocupant les places dels descendits UE Sants i FC Martinenc. El FC Badalona aconseguí mantenir-se un any més a Primera. El CE Manresa apareix amb un punt menys per sanció federativa.

## Tercera Categoria
La tercera categoria del futbol català estigué formada, per un costat, pel retorn del campionat de Segona Categoria Ordinària, i, per l'altre, pels diversos campionats amateurs.
La segona categoria ordinària va estar composta de dos grups de sis equips:
- Grup A: Casal dels Esports Guixolenc, CD Olesa, US Figueres, Farners, US d'Arenys i CF Gavà.
- Grup B: Ateneu Igualadí, Tàrrega SC, Bergadana, Linyola FC, CE Sallent i CE Súria.

Figueres i Tàrrega es proclamaren campions de grup i s'enfrontaren pel campionat. La US Figueres es proclamà campiona de la Segona Categoria Ordinària.
| Equip 1     | Global | Equip 2    | Anada | Tornada |
| ----------- | ------ | ---------- | ----- | ------- |
| US Figueres | 8-1    | Tàrrega SC | 7-0   | 1-1     |

El campionat amateur es disputà, com els anys anteriors, dividit en nombrosos grups regionals. La UE Poble Nou es proclamà campiona de Barcelona, superant el CD Garcia a la final. Semifinalistes foren el Calella SC i el FC Vicentí de Sant Vicenç dels Horts. El FC Amposta es proclamà campió de Tarragona, superant clubs com el Dertusa FC de Tortosa o el FC Tarragona. El CE Malgrat es proclamà campió de Girona en derrotar el Palamós SC per 1 a 0. El CD Català de Cervera es proclamà campió de Lleida.
Els quatre campions provincials (Poble Nou, Amposta, Català de Cervera i Malgrat) disputaren el Campionat de Catalunya amateur. La Unió Esportiva Poble Nou es proclamà campiona de Catalunya amateur en derrotar el FC Amposta per 3 a 1 a la final disputada a Vilafranca del Penedès.
Al final de la temporada es disputà el torneig de promoció a Segona Categoria Preferent amb la participació, com a mínim, dels següents clubs: Atlètic FC de Sabadell i Sant Cugat Sport FC de la segona preferent; US Figueres i Tàrrega SC, finalistes de la segona ordinària; i UE Poble Nou, FC Amposta i CD Català de Cervera, del campionat amateur. Finalment assoliren l'ascens a Segona Preferent la UE Poble Nou i el Tàrrega SC. Perderen la categoria l'Atlètic de Sabadell i el FC Güell.